# Benimanipur
Benimanipur – gaun wikas samiti w zachodniej części Nepalu w strefie Lumbini w dystrykcie Nawalparasi. Według nepalskiego spisu powszechnego z 2001 roku liczył on 1575 gospodarstw domowych i 8518 mieszkańców (4533 kobiet i 3985 mężczyzn).